# Elasmus bistrigatus
Elasmus bistrigatus är en stekelart som beskrevs av Graham 1995. Elasmus bistrigatus ingår i släktet Elasmus och familjen finglanssteklar.
Artens utbredningsområde är:
- Frankrike.
- Spanien.

Inga underarter finns listade i Catalogue of Life.